# Kadampa
 (août 2022).
Si vous disposez d'ouvrages ou d'articles de référence ou si vous connaissez des sites web de qualité traitant du thème abordé ici, merci de compléter l'article en donnant les références utiles à sa vérifiabilité et en les liant à la section « Notes et références ».
Kadampa ( tibétain : བཀའ་གདམས་པ་, Wylie : bka'-gdams-pa, THL : kadampa) de bka « paroles [du Bouddha] », et gdams « enseignement », est une tradition du bouddhisme tibétain née au XIe siècle avec les disciples du bengali Atisha, en particulier Dromtönpa (1005-1064). Première école organisée disposant d'une forte discipline monastique, elle prospéra, divisée en différentes branches ; ses derniers monastères disparurent entre le XVe et le XVIIe siècle, absorbés par le courant gelug alors en plein essor. Beaucoup de ses textes et enseignements, dont les plus connus sont le lojong et le lamrim, sont préservés dans les traditions contemporaines, particulièrement kagyu et gelug, parfois appelé « nouveau kadampa » (sarma kadampa). L'école Kadampa a pour particularité d'avoir très nettement mis l'accent sur l'éthique; une sentence très typique des Kadampa était: "La seule et unique vertu des fautes morales, c'est qu'on peut les purifier !" L'esprit d'Éveil ou bodhicitta est aussi un thème très important pour les Kadampa. Même si les Kadampa ont disparu en tant qu'école distincte, l'esprit des Kadampa s'est perpétué dans toutes les écoles du bouddhisme tibétain, pas seulement l'école des Gelugpa, même si ces derniers se sont revendiqués d'une très forte filiation spirituelle avec les Kadampa.

## Origine
Selon la tradition, c’est pour discipliner la pratique tantrique et éclaircir les contradictions entre les différents textes qu’Atisha, ancien abbé de Nâlandâ, fut invité au Tibet par le prince de Gugé Djang Jup. Il aurait eu pour disciple principal  Dromtonpa (Drom-tön Gyal-we Jungne), qui lui offrit une résidence à Nyetang près de Lhassa. Dromtonpa fonda en 1057 à Reting ou Radreng (Rva-sgreng) au nord de Lhassa le premier monastère kadampa. Deux autres disciples importants d’Atisha furent Khutön Tsöndru Yungdrang et Ngok Legpe Sherap (r-Ngog Legs-pa'I-shes-rab). Ce dernier établit en 1071 l’institut de Sangphu Neuthok qui deviendra le premier shedra (centre d’études avancées) du pays. Avec son neveu le traducteur Ngok Loden Sherap (rNgog Blo-ldan-shes-rab), il est l’instigateur de la scholastique tibétaine, ou « nouvelle logique ».

## Enseignement
Dromtonpa est le principal diffuseur de l’enseignement d’Atisha, qu’il structura en un système nommé « les sept dharmas divins d’Atisha », le nombre sept représentant quatre déités (Avalokiteśvara, Shakyamuni, Tara, Acala) et trois dharmas (Tipitaka ou somme tripartite de l’enseignement du Bouddha). L’idée du maître indien, reprise par son disciple, était que les différentes doctrines des sutras et tantras ne sont pas contradictoires entre elles, mais peuvent être combinées selon les besoins pour parvenir à l’illumination. Tout en reconnaissant l’intérêt des tantras, il conditionne leur pratique à une bonne connaissance des sutras, accordant une importance particulière à la littérature prajnaparamita. 
La voie graduelle vers l’éveil proposée par Atisha, lamrim, classe les pratiquants en trois catégories de qualité croissante : ceux qui recherchent une meilleure renaissance, ceux qui recherchent seulement leur propre libération et ceux qui recherchent la libération de tous les êtres. Le concept de bodhicitta et les vœux de bodhisattva y jouent un rôle important. Le lamrim fut repris par les maîtres d’autres courants comme Gampopa (kagyu) et Tsongkhapa (gelug), qui le développèrent en un système complet intégrant de nombreux autres concepts comme la nature de bouddha, l’importance du guru et la valeur exceptionnelle de la renaissance sous forme humaine. Le lamrim offre une certaine ressemblance avec le lamdré du courant sakyapa. Il s'appuie sur l'ouvrage le plus célèbre d'Atisha, La Lampe sur la voie de l’éveil (sansk. Bodhipathapradīpa ; tib.Byang chub lam gyi sgron ma).

### Les trois lignées
Dromtonpa aurait transmis les différentes parties de son enseignement à trois disciples appelés « les trois nobles frères », à l’origine des trois lignées kadampa : shungbawa, mengapa et lamrimpa. 
- Geshe Potowa (Potowa Rinchen Sel) reçut l’enseignement scriptural, composé des six traités et de la transmission cachée de sutras et tantras. Ils seront transmis plus tard au courant gelugpa par l’intermédiaire de Sharawa (1070-1141) et de Chekhawa (1101-1175).
- Geshe Chenngawa (Chengawa Tsultrim Bar) reçut la transmission orale, qu'il passa à son disciple Jayulwa. Plus tard, Ghenga kague l’intégra dans l’enseignement de l’école Dagpo Kagyu.
- Geshe Phuchungwa (Phuchungwa Shönu Gyaltsen) reçut l’enseignement secret composé des seize cercles, des onctions et des instructions et secrets de La Lampe sur la voie de l’éveil. Narthang Shönu Lodrö lèvera plus tard le secret et les seize cercles seront intégrés dans les courants kagyu et gelug.

### Lojong
Le lojong ou « entraînement de l'esprit » est un recueil de 59 petites maximes pour développer toutes les qualités morales et spirituelles prônées par le bouddhisme du Grand véhicule (Mahāyāna). Ces 59 maximes sont autant de point-clefs de l'ossature de la doctrine et des pratiques du Grand Véhicule. Elles touchent autant la méditation que la transformation de la vie quotidienne du pratiquant en suggérant de métamorphoser sa vision des choses et son attitude par rapport à elles en dépassant l'attachement au moi et ses petits intérêts égoïstes. Citons quelques slogans emblématiques: "Regarde tous les dharmas comme des rêves", "Dans l'expérience post-méditative, deviens enfant de l'illusion", "Pratique alternativement le donner et le recevoir, l'un et l'autre doivent chevaucher le souffle" (incitation à la pratique de tonglen),, "Lorsque le monde est rempli de maux, transforme toutes les mésaventures en voie vers l'Éveil", "Unis tout ce que tu rencontres subitement à la méditation", "Ne te tiens pas en embuscade" (n'attends pas mesquinement que l'autre fasse une erreur ou une faux pas pour l'accabler de critiques acerbes).
Le lojong est attribué à Atisha Dipamkara qui l'a enseigné au Tibet afin de propager l'esprit d'Éveil (ou bodhicitta) et de concrétiser les bienfaits d'une transformation de soi pour venir en aide aux autres. Selon le premier dalai-lama, lui-même une réincarnation de Dromtonpa, Atisha aurait hérité ces principes de l'entraînement de l'esprit de trois maîtres : Suvarnadvipa, Maitriyogi et Dharmarakshita ou Dharmakirti (Serlingpa). L'enseignement des deux premiers fut intégré dans le lamrim dès l’époque des trois nobles frères, mais celui de Serlingpa, la tradition orale du lojong (blo-ljong), « formation de l’esprit [de bodhicitta] », encore appelé Instructions pour l’entrainement de l’esprit dans la tradition mahayana (Theg-chen-blo-sbyong-gi-gdampa-pa) se transmit secrètement jusqu’à Geshe Kham Lungpa qui publia Huit leçons pour former l’esprit (bLo-sbyong-thun-brgyad-ma), premier texte de la littérature lojong ; suivirent Huit versets pour former l’esprit (bLo-sbyong-tshig-brgyad-ma) de Geshe Langri Tangpa (1054-1123), Explication publique (Tshogs-bshad-ma) de Sangye Gompa, Sept points pour former l’esprit (bLo-sbyong-don-bdun-ma) de Geshe Chekhawa (1102-1176), et d’autres. Il existe une anthologie Cent textes pour former l’esprit (bLo-byong-brgya-rtsa). Au cours des siècles qui ont suivi, ces enseignements du lojong se sont incorporés progressivement dans le système de pratiques des différentes lignées du bouddhisme tibétain.

## Kadampa dans les autres traditions
Gampopa, qui suivit la lignée kadampa durant six ans avant de devenir disciple de Milarépa, intégra le lojong et le lamrin à l’intérieur du courant kagyu. Il se basa sur ce dernier système de pensée pour composer Le Précieux Ornement de la Libération. Chenga Kague intégra la transmission orale dans la branche Dagpo Kagyu. Pal Tsuglak Trengwa incorpora les enseignements secrets dans la branche Karma Kamtsang Kagyu. La branche Ngatso Kagyu a incorporé des enseignements d’Atisha transmis à un autre de ses disciples, Ngatso Lotsawa Tsultrim, l’un des traducteurs responsables de sa venue au Tibet.
Tsongkhapa, fondateur de l’école gelug, reprit à son compte une grande partie des enseignements kadampa en y imprimant sa marque, donnant naissance au nouveau kadampa. Le premier Dalai Lama serait une réincarnation de Dromtonpa. Tsongkhapa écrivit trois traités sur le lamrim dont le plus court, le Lam Rim Dudon, est récité régulièrement par les lamas gelug.

## Textes importants
- Les six traités, qui appartiennent à la philosophie de la réalité conventionnelle et de l’action de la bodhicitta :
  - Les Terres de bodhisattva (sansk. Bodhisattvabhumi ; tib. Sa sde lnga)  d’Asanga
  - L’Ornement des sutras mahayana (sansk.Mahayanasutraalamkara ; tib.Theg pa chen po mdo sde’i rgyande) de Maitreyanatha/Asanga
  - La Somme de l’entrainement [à la voie de bodhisattva] (Shikshasamucchaya) de Shantideva
  - La Marche vers l’éveil (Bodhicaryāvatāra ou Bodhisattvacharyavatara) de Shantideva
  - La Guirlande des renaissances (vies antérieures du Bouddha) (Jatakamala) d’Aryasura
  - Les dires du Bouddha (Udanavarga) équivalent tibétain du Dhammapada de Dharmatrata
- Paroles des saints de kadampa (Bka'-gdams gces-bsdus), recueil de dires poétiques de lamas kadampa
- La Lampe sur la voie de l’éveil (sansk. Bodhipathapradīpa ; tib.Byang chub lam gyi sgron ma) qui présente les stades de progression vers l’éveil, base du lamrim
- Instructions essentielles pour la pratique des seize sphères (thig le bcu drug)

C’est à un lama kadampa de la fin du XIIIe siècle, btslom-ian-ral-gri, que l’on doit le premier canon bouddhiste tibétain, divisé en kagyur (enseignements du Bouddha) et tangyur (commentaires et divers), compilé d’après le contenu de la bibliothèque du monastère de Narthang. Le monastère, passé aux gelugs au XVIIe siècle, l’a réédité régulièrement jusqu’en 1959.

## New Kadampa Tradition - Nouvelle Tradition Kadampa
Le terme nouveau kadampa désigne aussi le mouvement New Kadampa Tradition fondé en 1991 en Grande-Bretagne par Guéshé Kelsang Gyatso (à ne pas confondre avec le septième Dalaï Lama, qui porte le même nom). 